# Kurzawka barwna
Kurzawka barwna (Bovista colorata (Peck) Kreisel) – gatunek grzybów z rodziny purchawkowatych (Lycoperdaceae). Przez laików często błędnie uważany za purchawki. Różni się od nich brakiem płonnej części (trzonu pod owocnikiem).

## Systematyka i nazewnictwo
Pozycja w klasyfikacji według Index Fungorum: Bovista, Lycoperdaceae, Agaricales, Agaricomycetidae, Agaricomycetes, Agaricomycotina, Basidiomycota, Fungi.
Po raz pierwszy zdiagnozował go w 1878 r. Charles Horton Peck, nadając mu nazwę Lycoperdon coloratum. Obecną, uznaną przez Index Fungorum, nazwę nadał mu Hanns Kreisel w 1964 r.
Polską nazwę nadała Wanda Rudnicka-Jezierska w 1991 r.

## Morfologia
Owocnik
Drobny, kulisty, o średnicy 1,5–3 cm, wyrastający ze sznura grzybniowego. Powierzchnia zewnętrzna (egzoperydium) drobnoziarnista, u młodych owocników o barwie od złocistożółtej do pomarańczowożółtej, w stanie suchym od białawej do ochrowobrązowej. W starszych owocnikach egzoperydium czarnobrązowe, twarde i trwałe. Wewnętrzna warstwa perydium (endoperydium) papierowata, o barwie szarobrązowej lub brązowej z metalicznym połyskiem. W dojrzałym owocniku gleba umbrowa. Podglebie słabo rozwinięte.
Cechy mikroskopowe
Wysyp zarodników brązowo-czarny. Zarodniki kuliste, gładkie lub nieco brodawkowane, o średnicy 3,5–5 μm, bez sterygm. Czasami zdarzają się zarodniki owalne o długości do 6 μm. Włośnia dichotomicznie rozgałęziająca się, o rozgałęzieniach oddalonych od siebie. Ma dośrodkowo zgrubiałe ściany bez jamek. Przegrody nieliczne. Pień włośni o grubości 4,7–16,5 μm. W zewnętrznej warstwie egzoperydium znajdują się sferocyty.

## Występowanie i siedlisko
Kurzawka barwna występuje głównie w Ameryce Północnej, ale notowana jest także w Europie. W Polsce jest rzadka. Do 2003 r. odnotowano tylko 2 stanowiska.
Saprotrof. Występuje na miejscach trawiastych; na pastwiskach, w lasach iglastych i liściastych, oraz na innych podobnych siedliskach.